# پائول چایکین
 پائول چایکین (انگلیسی: Paul Chaikin؛ زاده ۱۴ نوامبر ۱۹۴۵) یک فیزیک‌دان اهل ایالات متحده آمریکا است.